# Дулбану (Бузау)
Дулбану (рум. Dulbanu) насеље је у Румунији у округу Бузау у општини Амару. Oпштина се налази на надморској висини од 73 m.

## Становништво
Према подацима из 2002. године у насељу је живело 602 становника, од којих су сви румунске националности.